# Christian Morgenstern (Musiker)
Christian Morgenstern (* 10. November 1975 in Düsseldorf; † 17. Juni 2003 in Köln) war ein deutscher Techno-Musiker. Er veröffentlichte auch unter den Pseudonymen Visco Space, CHRS und The Bikini Machine. Morgensterns melodische Techno-House-Tracks waren oft von seiner Vorliebe für Synthie-Pop der 1980er Jahre gekennzeichnet.

## Leben
Nachdem er sich bereits frühzeitig für Grafikdesign interessiert hatte, legte er sich bald seinen ersten Computer zu. Ab 1994 produzierte er auch erste elektronische Musik-Stücke. Nach ersten Veröffentlichungen auf Kurbel Records und Kanzleramt Records gründete er sein eigenes Label Forte Records. 1997 zog er nach Köln um und begann ein Kunststudium. Dieses brach er 2001 nach dem Erfolg seines Albums Hawaii Blue ab, um sich nur noch auf sein Label und die Musik zu konzentrieren.
Am 17. Juni 2003 starb er unerwartet, nachdem er kurz zuvor beim Skaten mit seinen Freunden über Schmerzen in der Brust geklagt hatte. Ein Freund fand ihn tot in seiner Wohnung auf, nachdem ihn tagelang niemand erreichen konnte.
Sein letztes Album Carolea, auf dem er das erste Mal mit Gesang experimentierte, blieb zunächst unvollendet. Es wurde mit Hilfe von Freunden und anderen Künstlern fertiggestellt und im November 2003 auf Forte Records veröffentlicht. Das Label wurde danach eingestellt.

## Diskografie (Auswahl)

### Alben
- 1997: Miscellaneous (Kanzleramt Records)
- 1997: Miscellaneous II - New Issues For Pale People (Kanzleramt Records)
- 1999: Death before Disko (Forte Records)
- 2000: Re: Death before Disko (Forte Records)
- 2001: Hawaii Blue (Forte Records)
- 2000: The Future Is On Fire - The Kanzleramt Years (DJ Mix; Kanzleramt Records)
- 2001: The Future Is On Fire Pt. 2 - More Kanzleramt Years (DJ Mix; Kanzleramt Records)
- 2003: Carolea (Forte Records)

### Singles und EPs
- 1997: Gem Club (Kanzleramt Records)
- 1998: League - Be Here New (Creation Rebel)
- 1998: Night Of The Living Deaf (Forte Records)
- 1998: I Bare Because You Do (Kanzleramt Records)
- 1998: Sexy World 1-4 (Kurbel Records)
- 1999: Erkrath (Utils)
- 1999: The Lydia EP (Forte Records)
- 2000: Moment Of Truth E.P. (Sub Static)
- 2000: The Future Is On Fire (Kanzleramt Records)
- 2000: Hawaii Blue (Forte Records)
- 2001: Malaria EP (Kanzleramt Records)
- 2003: The Socially Useless EP (Forte Records)
- 2003: Aux Talk Funkativity (Forte Records)